# Honest Public License
 (juillet 2011).
Si vous disposez d'ouvrages ou d'articles de référence ou si vous connaissez des sites web de qualité traitant du thème abordé ici, merci de compléter l'article en donnant les références utiles à sa vérifiabilité et en les liant à la section « Notes et références ».
Pour les articles homonymes, voir HPL.
La HPL ou Honest Public License (Licence publique honnête) est une licence de logiciels libres et open source créée en 2006 à partir de la Licence publique générale GNU (GPL) par Fabrizio Capobianco et quelques autres contributeurs avec l'autorisation de la Free Software Foundation. Son créateur l'a déclarée caduque en 2007 à la suite de la création de l'AGPL.
Cette licence permettait de combler la lacune ASP de la GPL : cette lacune permet de passer outre certaines dispositions de la GPL lors de l'utilisation d'applications en ligne. Elle permet notamment d'utiliser des programmes open source sur des serveurs sans diffuser les modifications de codes et/ou modules de codes supplémentaires développés pour adapter le programme à son environnement en ligne.
La HPL oblige les fournisseurs de service sur Internet à rendre disponible le code source de l'application open source qu'ils ont adaptée à leur environnement. Cette obligation permet aux communautés développant bénévolement les logiciels libres d'avoir accès aux modifications faites par des professionnels sur leurs projets.